# Arundel
Arundel er en købstad og sogn i Arun District i South Downs, West Sussex, England. I 2011 havde byen 3475 indbyggere.
Byen nævnes i Domesday Book fra 1086 som Hārhūnedell.
Den velbevarede by rummer Arundel Castle og en romersk-katolsk katedral. Arundel har et museum, Arundel Museum, og kommer på andenpladsen – kun overgået af den langt større by Chichester – hvad angår antallet af fredede bygninger i West Sussex. Floden Arun løber gennem den østlige del af byen.
Arundel var en af de købstæder, der blev reformeret ved Municipal Reform Act af 1835. Fra 1836 til 1889 havde byen sit eget kommunale politikorps med en styrke på tre betjente. Ved reformen i 1974 blev byen en del af Arun-distriktet og er i dag et civil sogn med eget byråd.